# Ulfat Haider
Ulfat Haider (en hebreo: אולפת חידר, en árabe: ألفت حيدر) nació en Haifa, Israel, en 1970. Es una jugadora de voleibol araboisraelí descendiente de los llamados palestinos del 48, que son aquellos que no participaron en el éxodo durante la Nakba. La deportista también es activista sociopolítica de la ciudad de Haifa, además de ser la primera persona árabe en cruzar el Polo Sur a pie en 100 días.

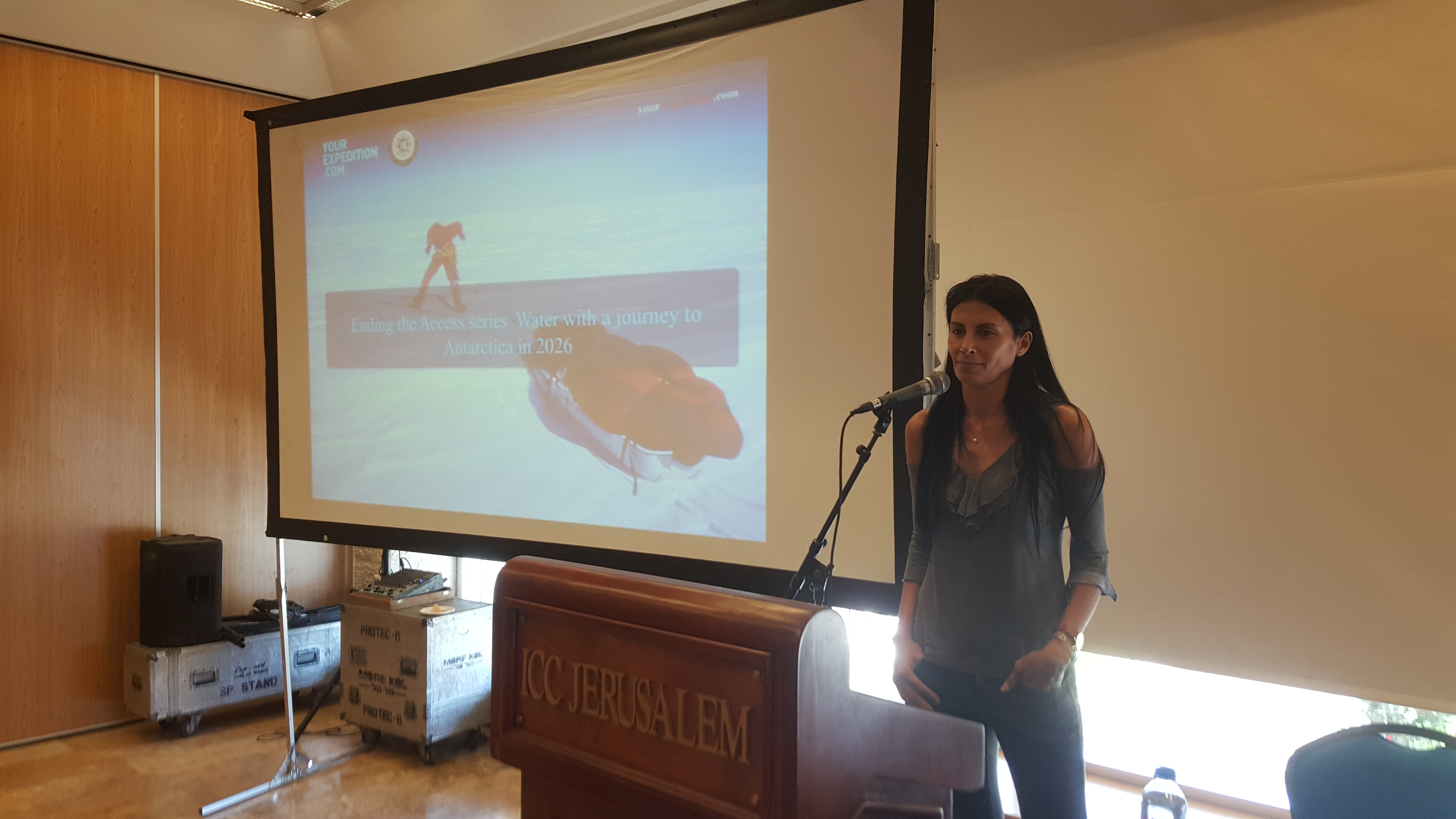
Ulfat Haider durante una conferencia educativa sobre la Acción femenina

## Biografía
Ulfat Haider nació en 1970 en el seno de una familia musulmana en la ciudad de Haifa. A los 13 años de edad empezó a practicar el voleibol y más tarde fue jugadora en la Selección femenina de voleibol de Israel.
Terminó su primer título en educación física en 1987 y se graduó en Educación Física, Geografía y Estudios de la Tierra de Israel  en la Universidad de Haifa. Asimismo, se distinguió por sus actividades sociales en la sociedad árabe-judía en Israel, por su gestión de numerosos programas en el centro educativo judío-árabe Beit Al-Karma (en árabe: بيت الكرمة) en Haifa y por su participación en muchas asociaciones que contribuyen y propulsan la igualdad en sociedades multiculturales, especialmente entre árabes y judíos.
Ulfat asegura que la naturaleza creó a todos los seres humanos como iguales, independientemente del género, el color de la piel, la religión y otros.

## Fechas importantes
En 2000, Ulfat Haider fue mentora calificada en la organización mundial Outward Bound (OBUSA, en sus siglas en inglés), que opera en treinta países de todo el mundo. Esta organización desarrolla el liderazgo mediante actividades en la naturaleza. Esto con el objetivo de construir un futuro con una mejor convivencia entre diferentes comunidades.
En 2003, se unió a la organización Breaking The Ice junto al escalador israelí Doron Erel, que fue capaz de escalar las Siete Cumbres de los siete continentes del mundo. Esta organización ofrece retos en favor del desarrollo de la paz y la convivencia a través de expediciones y deportes específicos basados en desafíos presentes en la naturaleza.
En 2004, fue delegada de una misión de paz en la Antártida junto a otras cuatro mujeres israelíes y cuatro palestinas, en la cual escalaron una montaña en la Antártida a la que bautizaron con el nombre "Montaña de la Amistad Israelí-Palestina".
En 2012, se presentó como representante del continente asiático, junto con otras seis mujeres del resto de continentes, para un viaje de 100 días, donde cruzaron el Polo Sur en la Antártida con el fin de dar visibilidad y concienciar sobre la importancia del agua potable y del agua de forma general en el mundo.
En 2014, se unió a la asociación Mujeres Trabajan por la Paz, que fue fundada ese mismo año.

## Estudios superiores
Haider obtuvo el primer título en educación física en 1987 y un segundo título en sociología en la Universidad Bar Ilán en 1995.
Ulfat Haider dedica su vida a animar a todas las mujeres de su país y del mundo a salir de los circuitos tradicionales primitivos y animarlas a enfrentarse a desafíos por medio del trabajo, la laboriosidad y la fatiga, para alcanzar el éxito.
- Datos: Q20502447